# Mont Hokkai
Le mont Hokkai (北海岳, Hokkai-dake) est une montagne culminant à 2 149 m située dans le groupe volcanique Daisetsuzan des monts Ishikari en Hokkaidō au Japon. Le mont Hokkai se trouve sur le bord sud de la caldeira Ohachi Daira.